# Tálknafjörður
Tálknafjörður is een plaats in het noordwesten van IJsland gelegen aan het gelijknamige fjord, in de regio Vestfirðir. Het is de grootste plaats in de gemeente Tálknafjarðarhreppur. Visvangst, visverwerkende industrie en toerisme zijn de voornaamste bronnen van inkomsten.